# Virión

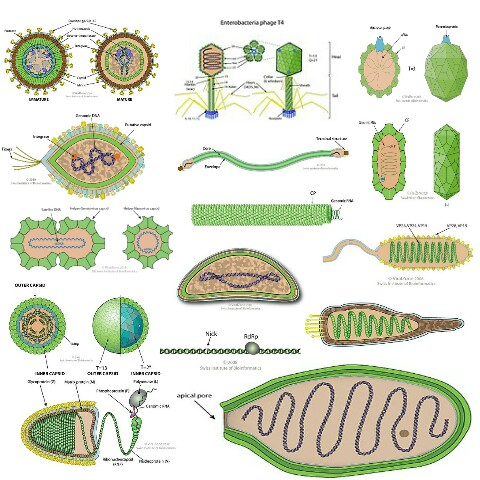
Diversos tipos de viriones.

En microbiología se denomina virión a la partícula vírica morfológicamente completa e infecciosa. Está compuesta por:
- Ácido nucleico vírico: puede ser ADN o ARN, solo uno de ellos, y de cadena doble o sencilla. Lo más frecuente es ADN bicatenario, lineal o circular, o bien ARN monocatenario siempre lineal.
- Proteínas víricas: forman la cubierta externa o cápside, compuesta por subunidades que se denominan "capsómeros". Cada capsómero puede estar formado por una o más subunidades proteicas que son constantes para cada virus. Los capsómeros son proteínas estructurales, pero el virión puede tener también proteínas enzimáticas y aglutinantes.
- La nucleocápside: una cápside interior más el genoma (ARN o ADN), que puede tener distintas formas.
- En algunos casos el virión (virus con envoltura) contiene también una membrana lipídica que envuelve a la nucleocápside y contiene proteínas de origen viral y algunas proteínas de la célula infectada. Ejemplos de virus con envoltura son el VIH (contiene las glicoproteínas gp120 y gp41 virales y algunas moléculas celulares) o el virus de la gripe (contiene la neuraminidasa y la hemaglutinina virales).